# Mike Kellin
Mike Kellin (Hartford, 26 de abril de 1922 — Nova Iorque, 26 de agosto de 1983), nascido Myron Kellin, foi um ator norte-americano de teatro, cinema e televisão.

## Primeiros anos
De família judaica, Kellin nasceu em 1922 na cidade de Hartford, Connecticut, filho de Sophie e Samuel Kellin. Sua irmã mais nova, Shirley Ann Kellin, morreu aos dezesseis anos no grande incêndio do circo de Hartford em 1944. Ele foi educado na Universidade de Boston e no Trinity College em Hartford, onde recebeu em 1943 o diploma de Bachelor of Arts em filosofia. Durante a Segunda Guerra Mundial, serviu na Marinha como tenente-comandante. Após a guerra, estudou atuação e dramaturgia com Lee Strasberg e na escola de teatro da Universidade Yale.

## Carreira
Kellin, descrito como tendo um "rosto vivido", costumava desempenhar papéis de "sujeitos durões", militares, policiais e homens de confiança. Ele fez sua estreia no teatro da Broadway em 1949 na comédia At War with the Army. Trabalhou em cerca de 50 peças, entre as quais Mother Courage, Stalag 17, Rhinoceros, The Ritz e The Odd Couple (1966), de Neil Simon, na qual interpretou o desleixado jornalista esportivo Oscar Madison. Fora da Broadway, atuou em produções como Death of a Salesman, The Sunshine Boys, The Taming of the Shrew e King Lear, esta última com a encenação registrada em vídeo. Em 1956, foi indicado ao Tony por sua atuação no musical Pipe Dream, de Richard Rodgers e Oscar Hammerstein e, em 1976, recebeu um prêmio Obie por seu trabalho em American Buffalo, espetáculo off-Broadway de David Mamet.
Ele participou de, aproximadamente, 75 filmes e 200 programas de televisão. Entre seus primeiros trabalhos na tela, está a versão cinematográfica da peça At War with the Army (1950), com Dean Martin e Jerry Lewis. Também atuou no drama Lonelyhearts (1958), com Montgomery Clift, na comédia dramática The Wackiest Ship in the Army (1961) e na telessérie derivada deste último exibida entre 1965 e 1966, interpretando o oficial Willie Miller. Um de seus últimos papéis de destaque foi o do pai de um traficante de drogas em Midnight Express, um filme de drama biográfico de 1978. Além de seus trabalhos de atuação, ele também envolveu-se com composição musical. Em 1956, contribuiu com a canção "Preserven el parque elysian" para uma manifestação em apoio ao Elysian Park em Los Angeles. Essa música foi gravada por Pete Seeger, que a lançou em 1965 em seu álbum God Bless the Grass.

## Vida pessoal e morte
Kellin casou-se com Nina Caiserman em 1952 e a união durou até a morte dela em 1963. Em 1966, Kellin casou-se com a atriz Sally Moffat, filha da também atriz Sylvia Field. Ele teve uma filha, Shauna. Durante as gravações do filme Riot (1968), Kellin começou a se preocupar com as condições de vida nos presídios. Posteriormente, ele juntou-se à Fortune Society, uma organização novaiorquina de apoio à reforma penitenciária. Após vários anos morando em Hollywood, o ator mudou-se em meados da década de 1960 para Nyack, no subúrbio da cidade de Nova Iorque, onde morreu de câncer de pulmão em 26 de agosto de 1983, aos 61 anos.

## Filmografia parcial

### Cinema
| Ano  | Título                        | Papel                     | Notas                                             | Ref.   |
| ---- | ----------------------------- | ------------------------- | ------------------------------------------------- | ------ |
| 1950 | So Young So Bad               | Operador do carrossel     | Não creditado                                     | [ 13 ] |
| 1950 | At War with the Army          | Sgt. McVey                | Estreia mundial em 1951                           | [ 10 ] |
| 1952 | Hurricane Smith               | Jogador de dados          | Título alternativo: Hurricane Williams            | [ 10 ] |
| 1958 | Lonelyhearts                  | Frank Goldsmith           | Título alternativo: Miss Lonelyhearts             | [ 10 ] |
| 1959 | The Wonderful Country         | Pancho Gil                |                                                   | [ 10 ] |
| 1960 | The Mountain Road             | Prince                    |                                                   | [ 10 ] |
| 1961 | The Great Impostor            | Clifford Thompson         |                                                   | [ 10 ] |
| 1961 | The Wackiest Ship in the Army | Chief Mate Jack MacCarthy | Título alternativo: The Wackiest Ship in the Navy | [ 10 ] |
| 1962 | Hell Is for Heroes            | Kolinski                  | Título alternativo: Separation Hill               | [ 10 ] |
| 1964 | Invitation to a Gunfighter    | Tom                       |                                                   | [ 10 ] |
| 1967 | The Incident                  | Harry Purvis              | Título alternativo: Ride with Terror              | [ 10 ] |
| 1967 | Banning                       | Harry Kalielle            |                                                   | [ 10 ] |
| 1968 | The Boston Strangler          | Julian Soshnick           |                                                   | [ 10 ] |
| 1969 | Riot                          | Bugsy                     | Título alternativo: The Riot                      | [ 10 ] |
| 1969 | The Maltese Bippy             |                           | Não creditado                                     | [ 14 ] |
| 1970 | The People Next Door          | Dr. Margolin              |                                                   | [ 10 ] |
| 1970 | Cover Me Babe                 | Pária                     | Título alternativo: Run Shadow Run                | [ 10 ] |
| 1970 | The Phynx                     | Bogey                     |                                                   | [ 10 ] |
| 1971 | Fools' Parade                 | Steve Mystic              |                                                   | [ 10 ] |
| 1974 | Freebie and the Bean          | Ten. Rosen                |                                                   | [ 10 ] |
| 1974 | Mad Mad Movie-Makers          | Boris/Belankov            | Título alternativo: The Last Porno Flick          | [ 10 ] |
| 1976 | Next Stop, Greenwich Village  | Pop/Ben Lapinsky          |                                                   | [ 10 ] |
| 1976 | God Told Me To                | Vice-comissário           | Título alternativo: The Demon                     | [ 10 ] |
| 1978 | Midnight Express              | Sr. Hayes                 |                                                   | [ 10 ] |
| 1978 | Girlfriends                   | Abe                       | Título alternativo: Girl Friends                  | [ 10 ] |
| 1979 | On the Yard                   | Red                       |                                                   | [ 10 ] |
| 1980 | The Jazz Singer               | Leo                       |                                                   | [ 10 ] |
| 1981 | So Fine                       | Sam Schlotzman            |                                                   | [ 10 ] |
| 1981 | Just Before Dawn              | Ty                        |                                                   | [ 14 ] |
| 1981 | Paternity                     | Guia turístico            | Título alternativo: From Here to Paternity        | [ 10 ] |
| 1983 | Echoes                        | Sid Berman                | Título alternativo: Living Nightmare              | [ 10 ] |
| 1983 | Sleepaway Camp                | Mel                       | Último papel no cinema                            | [ 10 ] |

### Televisão
No início de sua carreira, que coincidiu com os primeiros anos da popularização da televisão nos Estados Unidos na década de 1950, Kellin participou de muitos programas transmitidos ao vivo, como Kraft Television Theatre (1947-1958), Philco Playhouse (1948-1955) e Studio One (1948-1958). Além dos créditos mencionados a seguir, também há registros de sua atuação em outras séries de comédia de situação exibidas naquela época, incluindo Mister Peepers (1952-1955) e Stanley (1956-1957).
| Ano     | Título                          | Papel                     | Notas                                        | Ref.   |
| ------- | ------------------------------- | ------------------------- | -------------------------------------------- | ------ |
| 1953    | Bonino                          | Rusty, o ex-manobrista    | Comédia de situação                          | [ 15 ] |
| 1954    | Honestly, Celeste!              | Marty Gordon              | Papel regular                                | [ 16 ] |
| 1957    | The Alcoa Hour                  | Ernest Chowder Waybel     | Episódio: "Nothing to Lose"                  | [ 17 ] |
| 1958    | Decoy                           | Harry                     | Episódio: "Tin Pan Payoff"                   | [ 18 ] |
| 1958    | Alfred Hitchcock Presents       | Estranho                  | Episódio: "And the Desert Shall Blossom"     | [ 19 ] |
| 1958-61 | Have Gun – Will Travel          | Vários                    | 4 episódios                                  | [ 19 ] |
| 1959    | The Rifleman                    | Sommers                   | Episódio: "Surveyors"                        | [ 19 ] |
| 1960    | One Step Beyond                 | Frederick Gibbs           | Episódio: "The Trap"                         | [ 19 ] |
| 1960-61 | The Untouchables                | Vários                    | 3 episódios                                  | [ 19 ] |
| 1961    | The New Breed                   | Moss Moran                | Episódio: "The Valley of the Three Charlies" | [ 20 ] |
| 1961-62 | Route 66                        | Ten. Calder/Hannibal      | 2 episódios                                  | [ 19 ] |
| 1961-63 | Naked City                      | Anton/Louis               | 2 episódios                                  | [ 21 ] |
| 1962    | Dr. Kildare                     | Phelan                    | Episódio: "The Mask Makers"                  | [ 22 ] |
| 1962    | The Alfred Hitchcock Hour       | Parker                    | Episódio: "Night of the Owl"                 | [ 19 ] |
| 1963    | The Twilight Zone               | Chief Bell                | Episódio: "The 30-Fathom Grave"              | [ 19 ] |
| 1964    | The Defenders                   | Harold Brickman           | Episódio: "Who'll Dig His Grave?"            | [ 23 ] |
| 1964    | Bob Hope                        | Mileski                   | Episódio: "Two Is the Number"                | [ 23 ] |
| 1964    | Ben Casey                       | Kenneth                   | Episódio: "Dress My Doll Pretty"             | [ 24 ] |
| 1964    | Voyage to the Bottom of the Sea | Steban                    | Episódio: "The Mist of Silence"              | [ 19 ] |
| 1964    | Rawhide                         | Vassily                   | Episódio: "A Man Called Mushy"               | [ 19 ] |
| 1964-65 | Mr. Novak                       | Lester Lewin/Samuel Cohen | 2 episódios                                  | [ 25 ] |
| 1965    | Combat!                         | Jackson                   | Episódio: "Losers Cry Deal"                  | [ 19 ] |
| 1965-66 | The Wackiest Ship in the Army   | Oficial Willie Miller     | Papel regular                                | [ 26 ] |
| 1966    | Lost in Space                   | Myko                      | Episódio: "The Deadly Games of Gamma 6"      | [ 19 ] |
| 1966    | Gunsmoke                        | Chad Timpson              | Episódio: "The Moonstone"                    | [ 27 ] |
| 1970    | A Clear and Present Danger      | Professor Duke            | Telefilme                                    | [ 13 ] |
| 1972    | Assignment Munich               | Gus                       | Piloto                                       | [ 28 ] |
| 1972    | The Catcher                     | Mike Keller               | Telefilme                                    | [ 13 ] |
| 1973    | The Connection                  | Pillo                     | Telefilme                                    | [ 13 ] |
| 1973    | Nightside                       | Aram Bessoyggian          | Telefilme                                    | [ 13 ] |
| 1974    | Ironside                        | Dellavaca                 | Episódio: "Death in Academe"                 | [ 19 ] |
| 1974    | Kojak                           | Frank                     | Episódio: "Hush Now or You Die"              | [ 19 ] |
| 1975    | The Art of Crime                | Kore                      | Telefilme                                    | [ 13 ] |
| 1976    | The Tenth Level                 | Mancuso                   | Telefilme                                    | [ 13 ] |
| 1976    | Starsky and Hutch               | Al Grossman               | Episódio: "Gillian"                          | [ 19 ] |
| 1976    | Barney Miller                   | Al Mitchell               | Episódio: "Non-Involvement"                  | [ 19 ] |
| 1976    | All in the Family               | Bummie Fensil             | Episódio: "Archie’s Secret Passion"          | [ 19 ] |
| 1977    | Seventh Avenue                  | Morris Blackman           | Minissérie                                   | [ 29 ] |
| 1980    | The Murder That Wouldn't Die    | Capt. Ames                | Telefilme                                    | [ 13 ] |
| 1980    | Galactica 1980                  | Stockton                  | 2 episódios                                  | [ 30 ] |
| 1980    | F.D.R.: The Last Year           | Andre Gromyko             | Telefilme                                    | [ 14 ] |
| 1981    | Fitz and Bones                  | Robert Whitmore           | Papel regular                                | [ 31 ] |
| 1982    | Flamingo Road                   | Stern                     | Episódio: "Sins of the Father"               | [ 32 ] |
| 1982    | Terror at Alcatraz              | Roger Whitmore            | Telefilme                                    | [ 28 ] |